# 小行星4352
小行星4352（英語：4352 Kyoto）是一颗围绕太阳公转的小行星。1989年10月29日杉江淳在Dynic发现了此天体，以京都市（Kyoto）命名。
这颗小行星的绝对星等为348.7739945490665等。